# Могила-Гончариха
Могила-Гончариха — окремий ізольований пагорб в Донецькій області України.
Висота пагорба становить 278 метрів. Це найвища точка Донецької області і одна з найвищих точок на Приазовської височини.
Могила-Гончариха розташована у Волноваському районі Донецької області і розташована неподалік від Волновахи.
У ясну погоду з пагорба повністю видно Великоанадольський ліс, також видно Маріупольський металургійний комбінат імені Ілліча.